# Monogenerina
Monogenerina es un género de foraminífero bentónico de estatus incierto, aunque considerado un sinónimo posterior de Nodosinella de la familia Nodosinellidae, de la superfamilia Nodosinelloidea, del suborden Fusulinina y del orden Fusulinida. Su especie tipo era Monogenerina atava. Su rango cronoestratigráfico abarcaba el Pérmico.

## Clasificación
Monogenerina incluía a las siguientes especies:
- Monogenerina atava †
- Monogenerina conica †
- Monogenerina gradata †
- Monogenerina grandis †
- Monogenerina nodosariformis †
- Monogenerina pyramidis †